# Masters de Roma 1995
El Abierto de Italia 1995 fue la edición del 1995 del torneo de tenis Masters de Roma. El torneo masculino fue un evento de los Super 9 1995 y se celebró desde el 8 de mayo hasta el 14 de mayo.  El torneo femenino fue un evento de la Tier I 1995 y se celebró desde el 15 de mayo hasta el 22 de mayo.

## Campeones

### Individuales Masculino
Thomas Muster vence a  Sergi Bruguera, 3–6, 7–6(7–5), 6–2, 6–3

### Individuales Femenino
Conchita Martínez vence a  Arantxa Sánchez Vicario, 6–3, 6–1

### Dobles Masculino
Cyril Suk /  Daniel Vacek vencen a  Jan Apell /  Jonas Björkman,  6–3, 6–4

### Dobles Femenino
Gigi Fernández /  Natasha Zvereva vencen a  Conchita Martínez /  Patricia Tarabini, 3–6, 7–6, 6–4